# چاه بید ۲
چاه بید ۲ یک روستا در ایران است که در دهستان شریف‌آباد (سیرجان) واقع شده‌است. چاه بید ۲ ۲۳ نفر جمعیت دارد.